# Святой Иероним в келье (гравюра Дюрера)
«Святой Иероним в келье» (нем. Hieronymus-im-Gehäus) — резцовая гравюра на меди, созданная выдающимся художником Северного Возрождения Альбрехтом Дюрером в 1514 году. Это вторая из трёх так называемых «Мастерских гравюр» (нем. Meisterstiche) Альбрехта Дюрера: «Рыцарь, смерть и дьявол», «Святой Иероним в келье», «Меланхолия I». Гравюра создана в Нюрнберге после второй поездки художника в Италию в 1505—1506 годах, в период зрелости индивидуального стиля, наивысшего мастерства и устремления к философскому осмыслению действительности. Её размеры невелики: 24,7 × 18,8 см
Как и остальные «Мастерские гравюры», это произведение отличается сложностью иконографии, неоднозначностью символов и аллегорий.

## Иконография гравюры

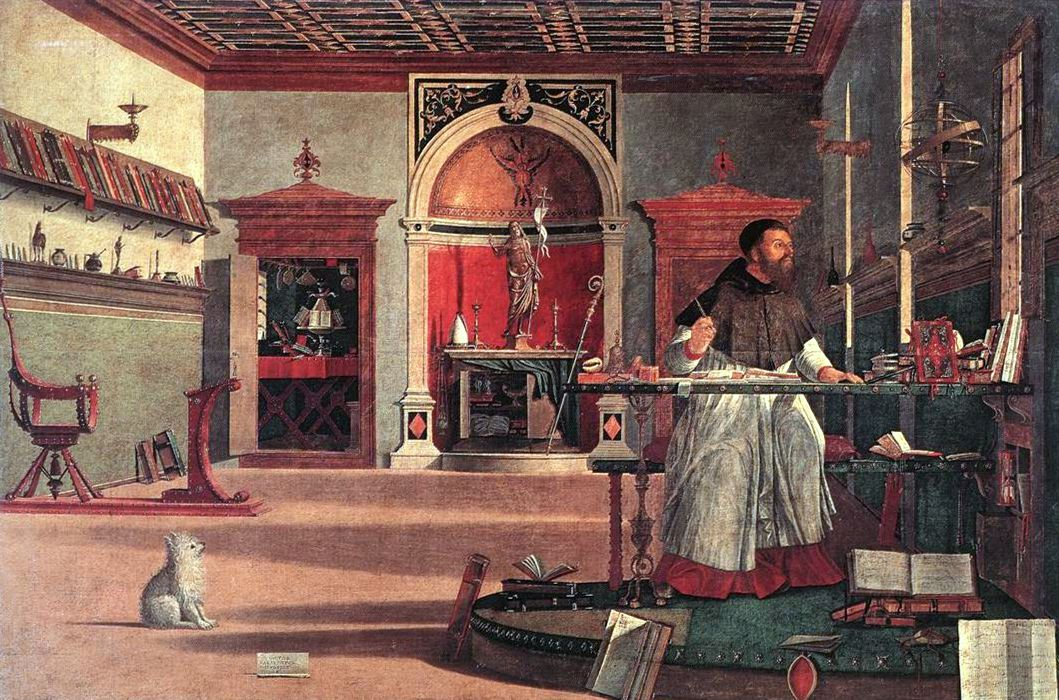
Витторе Карпаччо. Явление Святого Иеронима Святому Августину. 1502. Темпера, холст. Скуола ди Сан-Джорджо дельи Скьявони, Венеция

Альбрехт Дюрер изображал Святого Иеронима — писателя, аскета, отшельника, одного из учителей Церкви — неоднократно. В данной гравюре художник создал образ не отшельника в пустыне, а учёного теолога, напряжённо работающего в своей келье, напоминающей, в духе времени, кабинет алхимика. Распятие на столе, череп, песочные часы и чётки — обычные атрибуты монаха-писателя. Комната пронизана мирным светом и безмятежным уютом. На пороге дремлют Лев (атрибут святого отшельника) и собачка (символ верности).

 После неустроенности и опасностей, подстерегающих человека на жизненном пути («Рыцарь, смерть и дьявол») келья Иеронима кажется особенно безопасной и спокойной… На скамьях вдоль окон разбросаны фолианты и подушки. Под скамьёй поставлены домашние туфли. На полках — свеча и пузырьки. С потолка свисает тыква… Здесь царит наука, отрешённая от мирской суеты. Даже сияние вокруг головы Иеронима воспринимается как эманация духовной силы творящего гения. И невольно возникает сравнение созданного Дюрером образа с образом учёного-гуманиста, быть может Николая Кузанского (на эту мысль наводит кардинальская шляпа на стене). 
Замечательна техника выполнения гравюры резцом вплоть до мельчайших деталей при небольшом размере медной доски, а также ощущение света, пронизывающего всю композицию. Свет льётся из окна, расположенного слева от зрителя, через характерные «лунные» стёкла.
Идея пронизывающего комнату света, символизирующего «свет духовный», озарение учёного, ассоциируется с темой «духовного света», типичной для итальянской живописи XV—XVI веков, воплощённой, в частности, в картине Витторе Карпаччо «Явление Святого Иеронима Святому Августину». Свет также льётся из расположенного у стола учёного окна. Эту картину, как и многие другие, мог видеть А. Дюрер во время пребывания в Венеции.

## Иконография Св. Иеронима в работах Дюрера

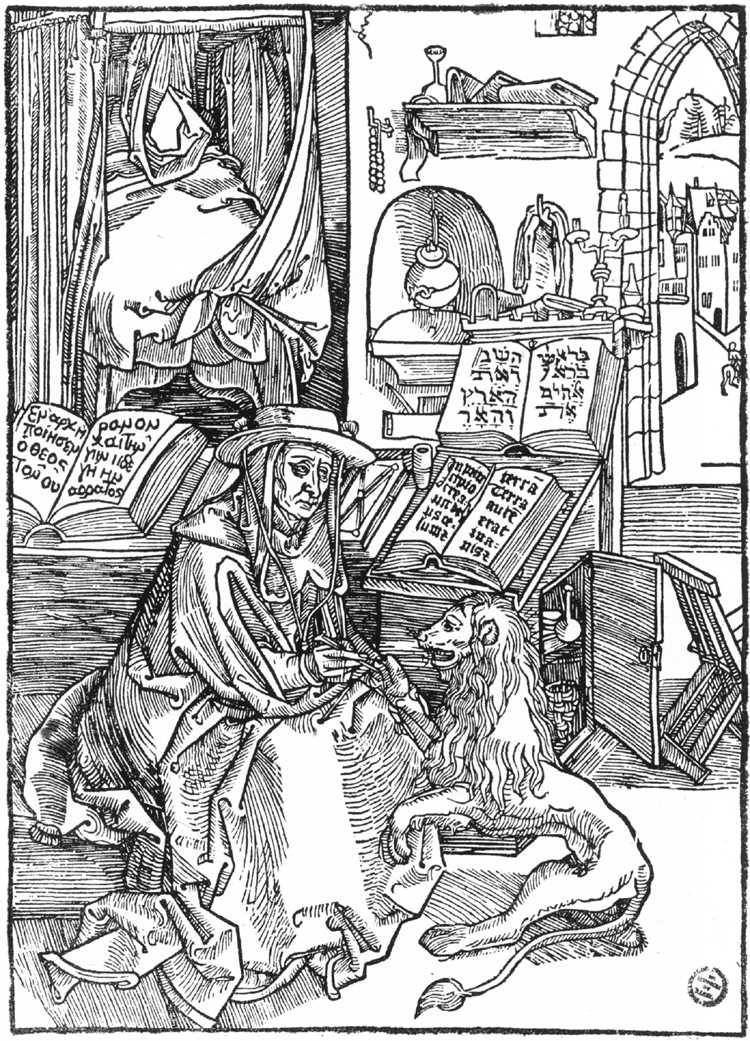
А. Дюрер. Святой Иероним, вынимающий занозу из лапы льва. 1492. Гравюра на дереве
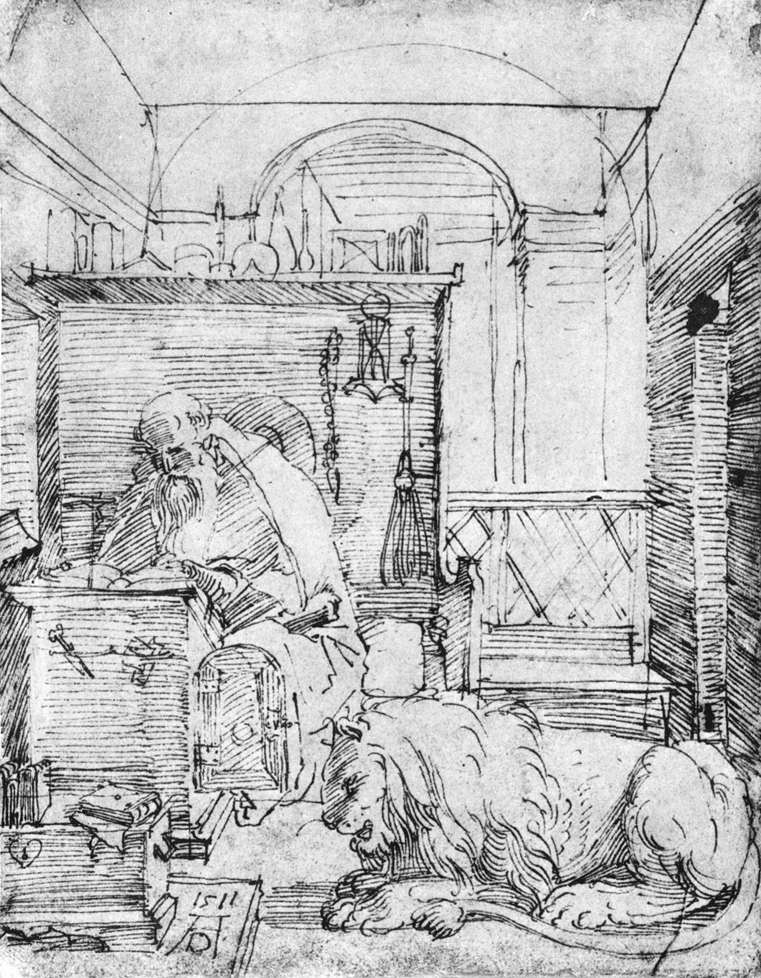
А. Дюрер. Святой Иероним в келье. 1511. Перо, тушь. Амброзианская библиотека, Милан
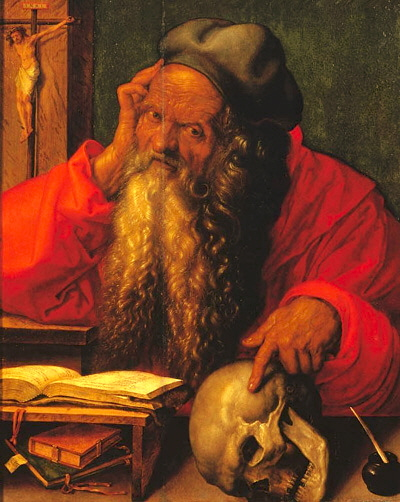
А. Дюрер. Святой Иероним. 1521. Дерево, темпера. Музей древнего искусства, Лиссабон